# ریکاردو کاراپلس
ریکاردو کاراپلس (به ایتالیایی: Riccardo Carapellese) بازیکن فوتبال و اهل ایتالیا است که از سال ۱۹۴۷ میلادی عضو تیم ملی فوتبال ایتالیا بوده و در ۱۶ بازی ملی حضور داشته است. او در بازی‌های ملی‌اش ۱۰ گل به ثمر رساند.
ریکاردو کاراپلس آخرین بازی ملی خود را در سال ۱۹۵۶ میلادی انجام داد.